# Adolf Rösicke (Schauspieler)
Adolf Rösicke (* 9. Januar 1829 in Berlin; † 18. Oktober 1891 in Oldenburg) war ein deutscher Theaterschauspieler und -direktor.

## Leben
Adolf Rösicke war der Sohn eines Schauspielers, wohl Eduard Karl Rösickes, der bis 1832 am Königstädter Theater in Berlin engagiert gewesen war. Später war er nach Oldenburg gekommen, wo er 1837 starb und seine Witwe und zwei Kinder hinterließ.
Ab 1851 war Rösicke Liebhaber und Held am Coburger Theater, 1856 wechselte er nach Leipzig und später nach Braunschweig, von 1859 bis 1862 war er in Köln und danach in Bremen tätig. Ab 1867 oder 1868 leitete er das Bremer Theater. Neben Rösicke hatte sich auch der Hofschauspieler August Junkermann um diesen Posten beworben; nachdem Rösicke ihm vorgezogen worden war, wurde Junkermann, wie er in seinen Memoiren berichtet, aus Ärger kontraktbrüchig und verließ seine Stelle am Bremer Theater: „Rösicke verzieh mir hochherzig meinen übereilten Schritt, er blieb mir bis heute ein lieber Freund. Von dem Rechte, mich gesetzlich verfolgen zu lassen, machte der gute Rösicke keinen Gebrauch. Nach Jahr und Tag tilgte ich durch Gastspiele bei ihm meinen Vorschuß, den ich von ihm hatte, und bin bei seiner späteren Direktionsführung in Mainz und Riga sein ständig wiederkehrender Gast und sein Freund geblieben.“
Adolf Rösicke blieb bis 1877 in Bremen. Von 1880 an wirkte er als Theaterdirektor in Mainz und von 1885 bis 1890 in Riga.